# توف لو
توف لو (بالسويدية: Ebba Tove Elsa Nilsson) واسمها الحقيقي إيبا توف إيلسا نيلسون (بالسويدية: Ebba Tove Elsa Nilsson) هي مغنية وكاتبة أغاني سويدية ولدت في يوم 29 أكتوبر 1987 في مدينة ستوكهولم عاصمة السويد، تغني باللغة الإنجليزية، أغانيها وألبوماتها لاقت شهرة واسعة وإحتلت المراكز الأولى من حيث المبيع في الولايات المتحدة والمملكة المتحدة، وقد غنت مع مغنين مشهورين مثل ماكس مارتن وأليزو وآدم لامبرت وكولدبلاي ومغنين وفرق أخرين.

## الألبومات
| سنة الإصدار | عنوان الألبوم  | الناشر                 |
| ----------- | -------------- | ---------------------- |
| 2014        | ملكة السحاب    | آيلاند ريكوردز         |
| 2016        | Lady Wood      | آيلاند ريكوردز         |
| 2017        | Blue Lips      | آيلاند ريكوردز         |
| 2019        | Sunshine Kitty | آيلاند ريكوردز         |
| 2022        | Dirt Femme     | Pretty Swede / mtheory |

## الأسطوانات المطولة
| سنة الإصدار | عنوان الأسطوانة       | الناشر       |
| ----------- | --------------------- | ------------ |
| 2014        | Truth Serum           | يونيفرسال    |
| 2023        | Dirt Femme (Stripped) | Pretty Swede |
| 2024        | Heat                  | Pretty Swede |

## الأفلام
| سنة الإصدار | عنوان الفيلم           | الدور المؤدى   |
| ----------- | ---------------------- | -------------- |
| 2016        | Fairy Dust (فيلم قصير) | نفسها 'توف لو' |
| 2017        | Fire Fade (فيلم قصير)  | نفسها 'توف لو' |

## وصلات خارجية
- توف لو على موقع IMDb (الإنجليزية)
- توف لو على موقع ميتاكريتيك (الإنجليزية)
- توف لو على موقع روتن توميتوز (الإنجليزية)
- توف لو على موقع ميوزك برينز (الإنجليزية)
- توف لو على موقع رولينغ ستون (الإنجليزية)
- توف لو على موقع قاعدة بيانات الأفلام السويدية (السويدية)
- توف لو على موقع إن إن دي بي (الإنجليزية)
- توف لو على موقع أول ميوزيك (الإنجليزية)
- توف لو على موقع ديسكوغز (الإنجليزية)
- توف لو على موقع ديسكوغز (الإنجليزية)

- الموقع الرسمي